# Marlena Karwacka
Marlena Karwacka (ur. 20 lutego 1997 w Sławnie) – polska zawodowa kolarka torowa, specjalizująca się w dyscyplinach krótkodystansowych. Zawodniczka Klubu Kolarskiego Ziemia Darłowska.

## Osiągnięcia sportowe
Na początku 2019 roku Karwacka wraz ze swoją koleżanką z drużyny Urszulą Łoś zdobyła trzecie miejsce w nowozelandzkim Cambridge podczas Pucharu Świata w sezonie 2018-2019.
Następnie Karwacka wzięła udział w Igrzyskach Europejskich 2019 w Mińsku na Białorusi, gdzie wraz z Łoś zajęła czwarte miejsce w sprincie drużynowym kobiet.
W dalszej części 2019 roku Karwacka i Łoś zdobyły srebrny medal w sprincie drużynowym podczas Pucharu Świata w kolarstwie torowym w Cambridge w Nowej Zelandii, a tydzień później obie zdobyły złoty medal w tej samej konkurencji na Pucharze Świata w australijskim Brisbane. W ostatniej turze Pucharu Świata w kolarstwie torowym w sezonie 2019–2020, która odbyła się w Milton w Kanadzie, kolarki ponownie zdobyły srebrny medal, wygrywając w ten sposób całą klasyfikację Pucharu Świata w sprincie drużynowym kobiet.
26 lutego 2020 Karwacka i Łoś zajęły siódme miejsce w sprincie drużynowym kobiet podczas Mistrzostw Świata w Kolarstwie Torowym 2020 odbywających się w Berlinie w Niemczech, co zapewniło pierwszą w historii Polskich sprinterek kwalifikację olimpijską do Letnich Igrzysk Olimpijskich Tokio 2020.